# Озёрный (Червенский район)
Озёрный (бел. Азёрны) — посёлок в Червенском районе Минской области Белоруссии. Входит в состав Клинокского сельсовета.

## Географическое положение
Расположен на левом берегу Волмы в 20 км западнее райцентра, в 42 км к юго-востоку от Минска, в 22 км к северо-востоку от железнодорожной станции Руденск (линия Минск — Осиповичи).

## История
На правом берегу реки Волма, вблизи современного Озёрного как минимум с начала XIX века существовало имение Убель, принадлежавшее роду Монюшко. В 1819 году здесь родился композитор Станислав Монюшко. По данным Переписи населения Российской империи 1897 года, имение входило в состав Смиловичской волости Игуменского уезда Минской губернии, здесь функционировали водяная мельница и питейный дом, проживали 23 человека. В начале XX века здесь было 10 жителей. В 1924 году на месте имения был построен посёлок, где согласно переписи населения СССР 1926 года было 9 домов, проживали 49 человек. В 1932 году вблизи посёлка создан рыбхоз «Волма». Во время Великой Отечественной войны посёлок был оккупирован немецко-фашистскими захватчиками в конце июня 1941 года. В 1943 году его сожгли, был разрушен и рыбхоз. Вскоре после войны посёлок и рыбхоз были восстановлены. В 1968 году рыбхоз был преобразован в рыбокомбинат. Указом Президиума Верховного Совета БССР от 21 января 1969 года населённому пункту, именовавшемуся до этого посёлок рыбхоза «Волма» присвоено название «посёлок Озёрный». На 1997 год в посёлке 152 домохозяйства, 383 жителя, функционировали базовая школа, детский сад-ясли, библиотека, фельдшерско-акушерский пункт, баня, отделение связи, комплексный приёмный пункт бытового обслуживания населения, столовая, магазин, а также музей Станислава Монюшко, памятник на месте бывшей усадьбы Убель и санаторий-профилакторий «Волма». На 2013 год в посёлке было 122 двора, проживали 275 человек.

## Инфраструктура
Градообразующим предприятием посёлка является рыбхоз «Волма». Также здесь работают санаторий-профилакторий «Волма» КУП «Минсктранс» и музей Станислава Монюшко. Из социальной инфраструктуры функционируют детский сад-ясли, фельдшерско-акушерский пункт, баня, отделение связи, комплексный приёмный пункт бытового обслуживания населения, столовая, 2 магазина[уточнить].

## Население
- 1897 — 1 двор, 23 жителя
- начало XX века — 1 двор, 10 жителей
- 1926 — 9 дворов, 49 жителей
- 1997—152 двора, 383 жителя
- 2013—122 двора, 275 жителей